# IC 5
IC 5 ist eine elliptische Galaxie vom Hubble-Typ E im Sternbild Walfisch in der Umgebung des Himmelsäquators. Sie ist rund 302 Millionen Lichtjahre von der Milchstraße entfernt und hat einen Durchmesser von etwa 85.000 Lichtjahren.
Entdeckt wurde das Objekt am 27. September 1892 vom französischen Astronomen Stéphane Javelle.